# Rhamphomyia novecarolina
Rhamphomyia novecarolina är en tvåvingeart som beskrevs av Beutenmuller 1913. Rhamphomyia novecarolina ingår i släktet Rhamphomyia och familjen dansflugor.
Artens utbredningsområde är North Carolina. Inga underarter finns listade i Catalogue of Life.